# نادي كافالري
نادي كافالري لكرة القدم (بالإنجليزية: Cavalry Football Club)‏ هو نادي كرة قدم احترافي كندي يقع في منطقة كالغاري متروبوليتان، ألبرتا سيتنافس النادي كعضو مؤسس في الدوري الكندي الممتاز لموسم 2019 وسيخوض مبارياته على أرضه في ملعب اتكو الواقعة في مقاطعة فوتهيلز.

## التاريخ

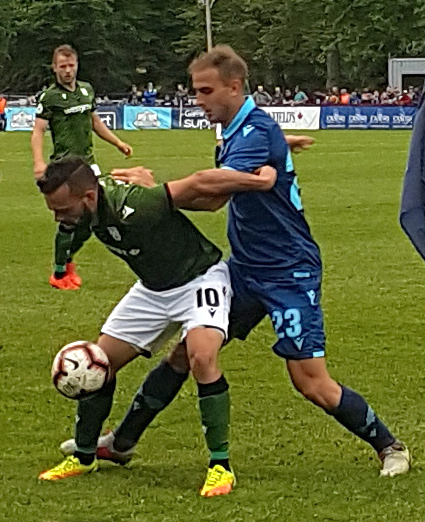
مباراة كافالري ضد نادي هاليفاكس واندرورز في الدوري الكندي الممتاز

في 5 مايو 2018، كانت كالجاري واحدة من أربع مدن قبلها الاتحاد الكندي لكرة القدم للحصول على عضوية النادي الاحترافي.
تم إعلان عن الفريق في 17 مايو 2018 ، ليكون الفريق الثاني الذي ينضم رسميًا إلى الدوري الكندي الممتاز . انضم ليندا ساذرن هيثكوت الرئيس التنفيذي لمجموعة سبروس ميدو للرياضة والترفيه إيان أليسون إلى مفوض الدوري ديفيد كلانشان ورئيس الدوري بول بيرن لكشف النقاب عن الفريق.
تم الكشف عن اسم النادي وأعلى درجاته وألوانه في هذا الحدث في سبروس ميدوز، في حين تم الإعلان عن تومي وييلدون جونيور كمدير رئيسي ومدير عام. كما تم الكشف عن خطط لتجديد المنشآت الموجودة في سبروس ميدوز، مما أدى إلى ملعب خاص بكرة القدم بسعة لا تقل عن 5000 مقعد.في 26 يونيو 2019 ، تأهل كافالري لكرة القدم لبطولة الدوري الكندي الممتاز 2019 بفوزه بموسم ربيع الدوري الافتتاحي . في الشهر التالي، أصبح فريق كافالري أول نادي كندي يهزم نادي دوري كرة القدم الرئيسي في البطولة الكندية من خلال تغلبه على  فانكوفر وايتكابس لكرة القدم في عام 2019 على رجليه.
أصبح حارس المرمى ماركو كاردوتشي أول لاعب في دوري الدرجة الأولى الفرنسي استدعي إلى منتخب كندا الوطني لكرة القدم عندما، في 28 أغسطس 2019 ، طُلب منه المشاركة في مباراتين من بطولة كأس الأمم للأمم ضد كوبا.

## الألقاب
- الدوري الكندي الممتاز
  -  الوصيف: 2019